# Споменик Конфучију у Београду
Споменик Конфучију у Београду је споменик у Београду. Налази се на Новом Београду, испред Кинеског културног центра, на месту бомбардоване Амбасаде Народне републике Кине за време НАТО-бомбардовања 1999. године. Конфучије је био кинески филозоф и социјални реформатор чија су учења била и остала веома значајна широм источне Азије.

## Подизање споменика
Конфучијеву бисту су 17. јуна 2016. године свечано отворили председник Србије Томислав Николић и кинески председник Си Ђи Пинг. Споменик је дар народа Кине грађанима Србије. Тада је постављен и камен темељац за изградњу Кинеског културног центра. Овај део споменика - биста склоњена је након церемоније полагања венаца и цвећа на спомен-обележје погинулим радницима Амбасаде Кине.
Градска управа је у децембру 2016. године најавила да ће споменик кинеском филозофу бити постављен тек по завршетку радова на изградњи Кинеског културног центра, као и да "ће се његова тачна локација одредити у односу на грађевину и пратеће садржаје који подразумевају концепт и идеју пејзажног архитекте".
Градоначелник Београда Синиша Мали и члан Политбироа ЦК Комунистичке партије Кине Џанг Чунсиен открили су 12.04.2017. године споменик Конфучију на Тргу пријатељства Србије и Кине, на Новом Београду. Споменик је откривен уз поруку да тим спомеником славимо искрено и нераскидиво пријатељство два народа.
Одлуку о подизању споменика Конфучију донела је Скупштина Града Београда, а објављена је у Службеном листу Града Београда бр. 57 од 8.6.2016. године. У решењу о додели назива улице на територији Новог Београда наводи се "Делу улице Трешњин цвет који почиње између бројева 3 и 13 и иде поред броја 11 одређује се назив Улица Конфуцијева.
Споменик Конфучија је извајао скулптор и вајар Јован Солдатовић (1920-2005), али фигура овог кинеског мудраца је стајала у магацину, јер је у НАТО бомбардовању изгорела зграда кинеске амбасаде у Новом Београду, где је требало да буде постављена.